# Leschère
Ne doit pas être confondu avec La Léchère ou Leschères.
 (mai 2015).
La Leschère est un ruisseau français, qui coule dans le département de l'Ain en région Auvergne-Rhône-Alpes. Il se jette à Montagnat dans la Reyssouze.

## Géographie
De 15,7 km de longueur,, son cours croise l'A40 qui la franchit à Tossiat.

### Communes traversées
- Dompierre-sur-Veyle (source), Druillat, Certines, Saint-Martin-du-Mont, La Tranclière, Tossiat, Montagnat (confluent).

### Organisme gestionnaire
L'organisme gestionnaire est le Syndicat intercommunal d'aménagement et d'entretien de la Reyssouze et de ses affluents.

## Étymologie
La Leschère tirerait son nom du francoprovençal lescheri, signifiant "prairie marécageuse".

## Hydrologie
Le ruisseau reçoit trois affluents : le Pisseur, le Bief de la Crozette et le Bief des Bottes.